# Anton Dvojmoč
Anton Dvojmoč, slovenski partizan in družbenopolitični delavec, * 18. avgust 1919, Dolnja Prekopa, † (?).
Po okupaciji 1941 se je kot napredno usmerjen delavec takoj pridružil narodnoosvobodilni borbi in še isto leto postal član Komunistične partije Slovenije. Najprej je kot sekretar vodil rajonski komite Črnomelj, od 1942 pa je bil član okrožnega komiteja KPS za Belo krajino. Konec 1943 je postal član oblastnega komiteja KPS za Štajersko. Od jeseni 1944 do osvoboditve je delal v OZNI 7. korpusa. Po osvoboditvi pa je delal na več pomembnih družbenopolitičnih funkcijah, najprej v Celju in nato v Črnomlju, Za udeležbo v narodnoosvobodilni borbi je prejel partizansko spomenico 1941.